# Ann Coulter
Pour les articles homonymes, voir Coulter.
Ann Hart Coulter, née le 8 décembre 1961, est une commentatrice politique américaine, auteur de best-sellers, conférencière et polémiste républicaine. Elle s'illustre régulièrement dans la sphère politico-médiatique américaine par des prises de positions souvent jugées racistes ou xénophobes.
Connue pour son style controversé et ses idées conservatrices, elle a été souvent décrite comme « la Michael Moore du Parti Républicain » ou « Rush Limbaugh en mini jupe ». Coulter s'est décrite comme un auteur polémique et engagé qui aime bien donner des coups de pied dans la fourmilière et ne prétendant pas être neutre ou impartiale. Elle se distingue par son rejet virulent du Parti démocrate et de la gauche.

## Biographie

### Jeunesse et débuts

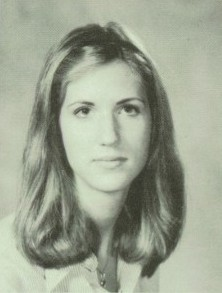
Ann Coulter en terminale au lycée, 1980.

Ann Coulter est la fille de John V. Coulter (1926-2008) et Nell Husbands Martin (née le 28 février 1928 à Paducah, Kentucky).
Après sa naissance à New York, la famille déménage à New Canaan, Connecticut, où Ann et ses deux frères aînés ont été élevés. Elle décrit sa famille comme étant « upper middle-class » (classe moyenne aisée). Son père, John V. Coulter, était avocat et sa mère Nell, est membre du Parti républicain de New Canaan.
Elle dit avoir acquis son état d'esprit conservateur et ses raisonnements de droite lors de sa jeunesse dans le Connecticut.  
À l'université Cornell, elle avait lancé The Cornell Review, revue conservatrice.  Diplômée avec les honneurs en 1984, elle poursuit des études de droit à l'université du Michigan où elle sera rédactrice en chef de la Michigan Law Review, et participera à des séminaires au National Journalism Center.
Diplômée en droit, elle travaille pendant quatre ans dans un cabinet d'avocats. En 1994, elle devient l'assistante parlementaire du sénateur républicain Spencer Abraham, membre de la Commission judiciaire du Sénat. Sa formation lui donne une compétence visible en matière juridique, face à de nombreuses critiques qui la traitent d'idiote.

### Carrière médiatique

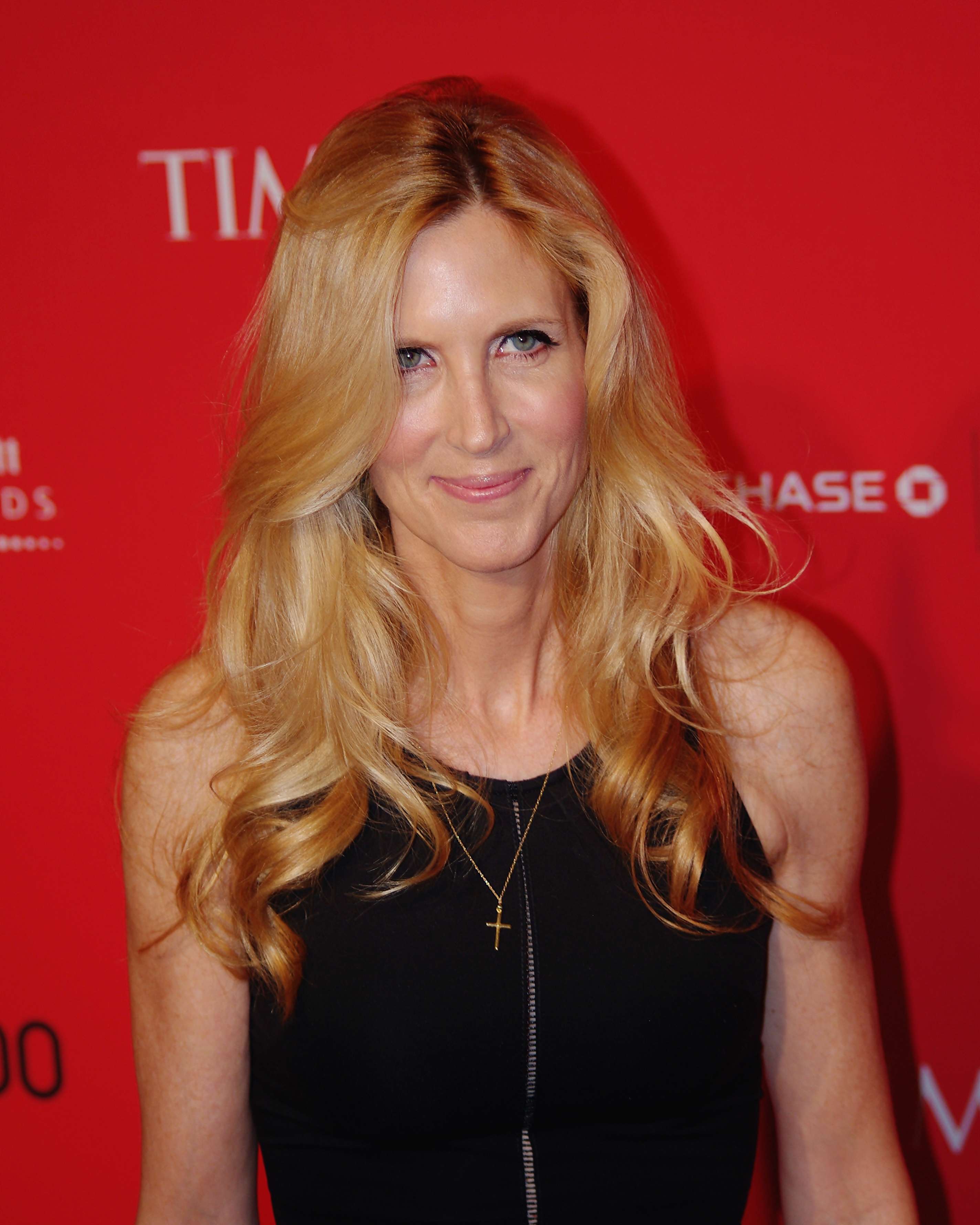
Ann Coulter au Time 100 de 2012.

En 1996, sa carrière médiatique est lancée lorsque MSNBC, la nouvelle chaîne par câble, engage Ann Coulter comme correspondante juridique et analyste politique. Elle la licencie en 1997 après un échange houleux avec Bobby Muller, président de la fondation américaine des vétérans du Viêt Nam (Vietnam Veterans of America Foundation) à qui elle lance : « No wonder you guys lost » (« Ce n'est pas étonnant que vous ayez perdu, les gars »).
Coulter est l'invitée régulière d'émissions de télévision et de radio à audience nationale — notamment lorsqu'elles sont de tendance conservatrice —, et intervient dans de nombreux talk-shows d'actualité tels que le The Today Show ou Real Time with Bill Maher. Elle est réputée pour ses propos parfois jugés excessifs, intentionnellement ou non et provocateurs. Elle est parfois perçue comme une « reine d'Internet ».
Elle a déclaré le 13 septembre 2001 à propos des pays arabes : « We should invade their countries, kill their leaders and convert them to christianity » (« Nous devrions envahir leurs pays, tuer leurs dirigeants et les convertir au christianisme ») et en 2004 : « Quand nous luttions contre le communisme, nous avions affaire à des criminels et leurs goulags, mais ils étaient blancs et sains. Alors que nous sommes maintenant face à de véritables sauvages fous furieux ».
Elle est une correspondante régulière de la revue Human Events et la rédactrice d'articles hebdomadaires pour Universal Press Syndicate, diffusés par plusieurs sites Web conservateurs influents, dont FrontPage Magazine[réf. nécessaire].
À l'été 2015, Ann Coulter apparaît dans l'émission On Real Time with Bill Maher et prédit que, sur l'ensemble des candidats républicains, Donald Trump a la meilleure chance de gagner l'élection présidentielle déclenchant l'hilarité du public qui n'y croit pas du tout. Elle soutient ensuite Donald Trump lors du scrutin qui le voit devenir président.
En avril 2018, elle fait partie des personnalités publiques américaines à avoir critiqué la décision du président Donald Trump de bombarder avec ses alliés français et britanniques la Syrie, en réponse à une attaque chimique imputée au régime syrien.
En janvier 2019, dans un tweet comparant le président en exercice à l'ancien président George H. W. Bush, Ann Coulter traite Donald Trump de « mauviette », après qu'il a temporairement cédé sur le financement du mur entre les États-Unis et le Mexique sous la pression des démocrates. Cette décision met fin au plus long arrêt des activités gouvernementales des États-Unis. Plus largement, depuis son élection, Coulter s'est distanciée de Trump à la suite de désaccords sur les politiques d'immigration, appelant à son impeachment le 14 septembre 2017. Elle se décrit maintenant comme une « ancienne trumpiste ».
En avril 2019, Ann Coulter a déclaré à propos du sénateur Bernie Sanders qu'elle voterait et travaillerait peut-être même pour lui lors de l'élection présidentielle américaine de 2020 s'il s'en tenait à sa « position originelle » sur la politique frontalière américaine. « S'il revenait à sa position initiale, [...] je voterais pour lui, je pourrais travailler pour lui. Je me fiche du reste des trucs socialistes. Pouvons-nous faire quelque chose pour les Américains ordinaires ? »,.

## Essais

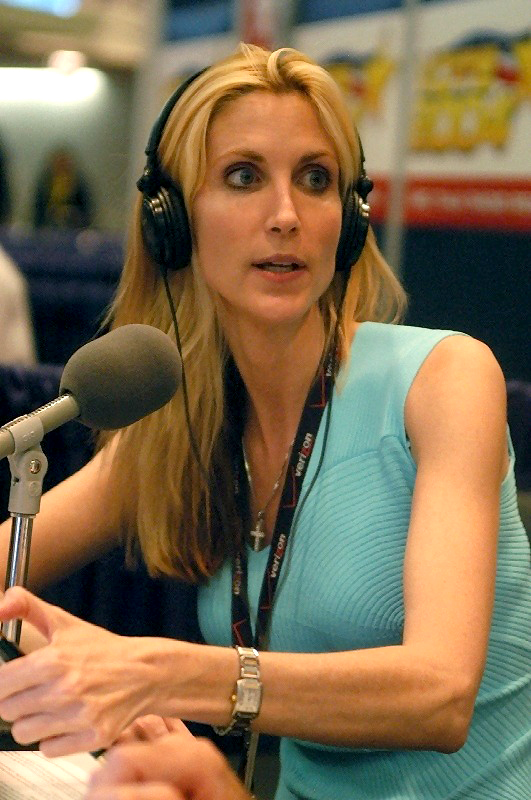
Ann Coulter à la Convention nationale républicaine de 2004.

- High Crimes and Misdemeanors: The Case Against Bill Clinton (en) (Conduite indigne d'une fonction officielle, 1998), l'une des premières charges contre Bill Clinton : présentation des délits (faux témoignage sous serment, subornation de témoins, obstruction à la justice dans une affaire de harcèlement sexuel) dont celui-ci a été convaincu, ainsi que de certains crimes (trahison contre de l'argent, viol de plusieurs femmes dont Juanita Broaddrick) dont il fut accusé, et des conséquences qui se sont ensuivies (Clinton a été mis en accusation par la Chambre des Représentants, rayé du Barreau pour cinq ans) ou qui auraient pu s'ensuivre (sa destitution).
- Slander (« Calomnie », 2002), présente la partialité partisane des journalistes des grands médias aux États-Unis (dont les quatre cinquièmes voteraient démocrate[19]) et leur traitement différent de diverses personnalités et évènements, étouffant les affaires ou les montant en épingle suivant que celles-ci serviraient ou non les intérêts du Parti démocrate. Elle décrit le va-et-vient constant de ces journalistes entre les médias installés et les instances dirigeantes du Parti démocrate, et explique que, depuis Eisenhower, ces médias ont fait passer tous les présidents républicains pour des imbéciles et des analphabètes, à l'exception de George H. W. Bush  mais en se rattrapant sur son fils qui était pourtant un ancien pilote de chasse, diplômé de Yale et titulaire d'un MBA de Harvard.
- Treason (« Trahison ») affirme, exemples à l'appui, que les démocrates américains trahissent les intérêts de leur pays par incompétence et conviction idéologique ou partisane, essentiellement depuis l'infiltration des communistes dans l'administration d'État sous Roosevelt et plus récemment dans la « guerre contre le terrorisme ». Dans un chapitre consacré au sénateur McCarthy, elle explique que celui-ci ne pouvait être pour rien dans la plus grande partie de ce qu'on a appelé le maccarthysme : par exemple, la dénonciation et l'ostracisme des communistes infiltrés à Hollywood avait été menée avant lui et sans lui, par une commission de la Chambre des Représentants, créée pour lutter contre la subversion nazie (alors que lui était sénateur, et seulement par la suite) ; qu'il s'était borné à dénoncer l'infiltration d'agents soviétiques dans la haute administration, et que tous ceux qu'il avait ainsi dénoncés auraient par la suite été confirmés comme tels, notamment par la révélation du dossier Venona. Elle y suggère que, si les socialistes (liberals) le diffament avec tant de vigilance, c'est parce qu'il avait exposé l'étendue de leur complaisance envers cette infiltration.
- How to Talk to a Liberal (If You Must), (2004) (« Comment parler à un progressiste[20] -- si vous y êtes vraiment obligé »), recueil d'éditoriaux récents, avec quelques textes inédits.
- Godless - the Church of Liberalism (« Sans Dieu - l'Église du progressisme[20] », 2006) soutient que le progressisme[20], avec ses croyances irrationnelles, serait une « religion » que ses adeptes cherchent à imposer au peuple américain en abusant du pouvoir d'État. Plusieurs chapitres à la fin exposent des arguments contre les explications naturalistes de l'apparition des espèces. On y retrouve des objections faites à Darwin : sa théorie implique une multitude de formes intermédiaires, et les opposants à la théorie de l'évolution prétendent que ce n'est pas ce que l'on observe. Elle y décrit le Procès du singe comme une mascarade organisée d'un commun accord entre les parties, pour faire de la publicité à la petite ville où celui-ci s'est tenu.
- If Democrats Had Any Brains, They’d Be Republicans, 2007 (« Si les démocrates avaient un minimum d’intelligence, ils seraient républicains »), rassemble également ses articles les plus marquants d'une période récente.
- Guilty - Liberal “Victims” and Their Assault on America (« Coupable : les « victimes » de gauche et leur attaque contre l'Amérique », 2009) expose l'inversion des rôles à laquelle elle estime que se livrent les groupes de pression progressistes[20] aux États-Unis, se faisant passer pour des « victimes » afin d'obtenir des privilèges, notamment racistes et sexistes, sur le dos de la majorité.
- Demonic: How the Liberal Mob is Endangering America (« Démoniaque : Comment la mafia progressiste menace l'Amérique »). Dans un chapitre ("La révolution française : quand les libéraux attaquent"), elle y évoque notamment la Révolution française, faisant le parallèle avec les idées de Jean-Jacques Rousseau et celles des progressistes. Elle réfute toute ressemblance entre cette révolution et celle qui a eu lieu quelques années avant en Amérique. Elle condamne la révolution française qu'elle décrit comme un mouvement de populace barbare et sanglant, évoquant aussi la déchristianisation. Elle évoque également d'autres pays européens comme l'Allemagne et l'Angleterre.

Ses livres Slander et Godless ont atteint la première place des ventes au classement des best-sellers du New York Times.